# بدر أرسلان عبد القادر دمشقية
بدر أرسلان عبد القادر دمشقية رئيس بلدية بيروت، واحد مؤسسي مدرسة الصنائع، وجمعية اصدقاء الشجرة في لبنان. ولد بدر ارسلان دمشقية في بسطة بيروت العليا، بأوائل الربع الاخير من القرن التاسع عشر الميلادي، درس بالمدرسة الإيطالية ثم الفرنسية في العاصمة، واللتحق بالعمل الصناعي والتجاري الحر مبكرا، وكان أول مناصبه الاجتماعية سنة 1909 م، عندما اختارته قيادة جمعية المقاصد الخيرية الإسلامية ليكون عضوا في مجلس ادارتها، وبعد خروج العثمانين من بلاد الشام ساهم دمشقية بأنشاء اللجنة البيروتية سنة 1921 م، المناهضة للسياسة فرنسية في الشرق حيث اتهموها بالانحياز لصالح فئة من المجتمعات على حساب فئة أخرى، وفي سنة 1922 م ترئس المجلس البلدي البيروتي، وساهم بتاسيس جمعية اصدقاء الشجرة مع الرئيس اميل ادة وغيرهم سنة 1930 م، كما ساهم بتاسيس مدرسة الصنائع، وجمعية الصناعيين التي ترئسها سنة 1941 م، في حين انه توفي في بيروت سنة 1954 م.